# Cerosterna stolzi
Cerosterna stolzi es una especie de escarabajo longicornio del género Cerosterna, subfamilia Lamiinae. Fue descrita científicamente por Ritsema en 1911.
Se distribuye por Indonesia y Malasia. Mide 26-33 milímetros de longitud. El período de vuelo ocurre en los meses de marzo y abril.